# Robert William Carrall
Robert William Weir Carrall (Carroll) (ur. 2 lutego 1837 w Woodstock w Górnej Kanadzie, zm. 19 września 1879) – doktor medycyny i polityk kanadyjski działający w drugiej połowie XIX wieku związany z Kolumbią Brytyjska.

## Życiorys
Robert William Carrall pochodził z jednej z najszacowniejszych rodzin kanadyjskich, lojalistycznych wychodźców z Nowej Anglii. 
W 1859 ukończył studia na uniwersytecie, uzyskując doktorat z medycyny. W czasie wojny secesyjnej w USA pracował jako kontraktowy chirurg w armii Unii. Po zakończeniu wojny pozostał w USA, przyjmując posadę najpierw w szpitalu w Waszyngtonie, a następnie w Nowym Orleanie. W 1865 opuścił Stanu Zjednoczone i osiedlił się na wyspie Vancouver, gdzie w Nanaimo rozpoczął prywatna praktykę lekarską.
Carrall został także przedsiębiorcą i finansistą. Ryzykowne, lecz szczęśliwe inwestycje w górnictwie przyniosły mu fortunę, która stała się przepustką do wyższych sfer kolonii. Corrall reprezentował stanowisko zdecydowanie prokanadyjskie i prokonfederacyjne. Jego wieloletni pobyt w USA przekonał go, że zagospodarowanie pustkowi kanadyjskich jest celowe i możliwe. Wierzył też, że Kanada jest w stanie konkurować ze swym sąsiadem i ściągnąć na swe tereny większość emigrantów opuszczających Europę.
W 1868 jako konfederata zdobył swój pierwszy mandat do legislatury kolonialnej. Brał aktywny udział w debacie konfederacyjnej. W styczniu 1870 Anthony Musgrave powołał go do rady rządowej kolonii, a w kwietniu do trzyosobowej delegacji na negocjacje zjednoczeniowe z rządem w Kanadzie. Jako jedyny z delegacji spotkał się w czasie delegacji ze złożonym niemocą pierwszym premierem Kanady Johnem Macdonaldem.
Po dołączeniu Kolumbii Brytyjskiej do Kanady jako szóstej prowincji zamieszkał w niej jakiś czas. W 1872 został powołany do Senatu jako przedstawiciel swej prowincji. W Senacie wsławił się propozycją, by dzień 1 lipca, rocznicę zawiązania Konfederacji Kanady, a także przystąpienia do niej Kolumbii Brytyjskiej pięć lat później, obchodzić jako święto państwowe – Canada Day – Dzień Kanady. Carrall zmarł przedwcześnie w wieku 40 lat na powikłania w związku z wrzodem żołądka.